# Jørgen Banke
Jørgen Banke (Jørgen Mikkelsen Banke) bibliotekskonsulent, lærer, forfatter. Født 16. december 1877 i Ebberup Banker ved Assens. Død 1.februar 1953 i Lyngby.
Jørgen Banke fik præliminæreksamen, gennemførte studier i veterinærvidenskab med bestået eksamen 1895 og fik lærereksamen i 1900. Efter et par år som lærer i Aal nord for Esbjerg og et år som journalist ved Fyns Venstreblad i Odense blev han lærer i Esbjerg i 1904. Hans interesse for folkeoplysning inspirerede ham i Esbjerg til at agitere for oprettelse af en arbejderhøjskole og udbygning af biblioteket, hvor han fra 1913 var ansat som bibliotekar med læsesalsarbejdet som sit foretrukne felt. I 1916 indrettede han en børnelæsestue i biblioteket. I 1916 iværksatte han indsamling af penge til en ny biblioteksbygning, som dog først blev til noget i 1927. Han fik i 1918 bibliotekareksamen fra Statens Biblioteksskole, og var fra 1919 centralbibliotekar i Esbjerg.. Banke var som en af fire repræsentanter fra Danmarks Biblioteksforening medlem af det regeringsudvalg, som førte til vedtagelsen af den første bibliotekslov i 1920.

## Bibliotekskonsulent
Fra 1917 var han medlem af Statens Bogsamlingskomité og fungerede fra 1919 bl.a. som distriktskonsulent i bogsamlingssager for Ribe og Ringkøbing amter Fra 1920 til 1945 var han ansat som konsulent i Statens Bibliotekstilsyn. Som bibliotekskonsulent havde Banke en omfattende rejsevirksomhed med besøg i størstedelen af landets biblioteker og kommuner. Hans besøg var ofte kombineret med foredrag om aftenen. Banke sluttede sin virksomhed i 1945.  Banke var en ivrig og karismatisk folkeoplyser og holdt mange foredrag om bibliotekssagen. Som foredragsholder var han helt usædvanlig og kunne i sjælden grad holde sine tilhørere fast – og få dem til at more sig.

## Illegalt arbejde
Jørgen Banke deltog under den tyske besættelse i illegal virksomhed, hvor han var initiativtager til det halvillegale Dansk Studiering, der arbejdede for gennem oplysning at forsvare demokratiet og skabe et åndeligt bolværk mod besættelsesmagten.Dansk Studiering blev senere til modstandsorganisationen Ringen under ledelse af Frode Jakobsen.

## Forfattervirksomhed
Banke bidrog med oplysende litteratur om bibliotekerne. I 1919 publicerede han bogen Bøgers Brug, som var en lille vejledning i håndbogsbenyttelse. Han forfattede også den første samlede fremstilling af den tidlige biblioteksudvikling og brydningstid i bogen Folkebibliotekernes Historie i Danmark indtil Aar 1920. I Omrids. (1929). Jørgen Banke havde ansvaret for den første danske biblioteksfilm fra 1922, en dokumentarfilm med titlen Københavns Kommunes Biblioteker Sct. Nicolai Bygning September 1922. Han skrev i 1939 manuskript til filmen Ungdom og bøger, instrueret af Thomas P. Hejle.
1944-1946 udsendte han sine erindringer Oplevelser og Overvejelser. Fra et jævnt og muntert virksomt Liv paa Jord, som er fyldt med gemytlige historier og levende skildrer et liv på farten til fremme af bibliotekssagen.